# De-Mayo-Reaktion
Die De-Mayo-Reaktion ist eine Namensreaktion der organischen Chemie und benannt nach Paul Jose De Mayo (1924–1994). In dieser Reaktion kann ein 1,5-Diketon erhalten werden, indem eine photochemische Reaktion eines Alkens mit einem enolisierbaren 1,3-Diketon stattfindet. Die Reaktion wird als Dominoreaktion klassifiziert.

## Mechanismus
Das enolisierbare 1,3-Diketon 1 reagiert mit einem Alken in einer [2+2]-Cycloaddition. Es entsteht ein β-Hydroxyketon 3. Diesem Reaktionsschritt folgt eine Retro-Aldol-Reaktion, die zur Öffnung des Cyclobutanringes 3 führt. Über ein Keto-Enol-Gleichgewicht bildet sich mechanistisch eine 1,5-Diketoverbindung 5.